# Mary Ann Venables
Mary Ann Bertha Venables (Mulhouse, 29 settembre 1902 – Maiden Bradley, 11 giugno 1975) è stata una schermitrice britannica, vincitrice di una medaglia di bronzo ai Campionati Internazionali di scherma.